# Hôtel des monnaies de Vic-sur-Seille
L’hôtel des monnaies de Vic-sur-Seille, couramment appelé monnaie épiscopale de Vic-sur-Seille, est un édifice situé à Vic-sur-Seille dans le département de la Moselle en région Grand Est.

## Historique
(octobre 2020).
- Si vous ne connaissez pas le sujet, laissez ce bandeau (vous pouvez alors contacter les auteurs).
- Si vous supprimez le contenu mis en cause (vous pouvez préalablement contacter les auteurs),

argumentez précisément cette suppression dans la page de discussion
(un manque de référence n'est pas un argument ; une recherche réelle de référence doit avoir été effectuée, être formellement documentée).
Les façades et les toitures sont classées au titre des monuments historiques par journal officiel du 16 février 1930.
Il n'y a aucune preuve que le bâtiment ait servi de monnayeur[Interprétation personnelle ?]. Sous l'Ancien Régime, l'hôtel a été la propriété de la famille d'Hoffelize et abritait notamment un lit à colonnes aux armes de la famille.
L'Hôtel de la Monnaie présente un décor gothique flamboyant exceptionnel avec des premières notes de la Renaissance[Interprétation personnelle ?][source secondaire nécessaire].